# Legion of Mary
Legion of Mary — американський рок-гурт, створений у 1974 році.
Гурт заснували Джеррі Гарсія з гурту Grateful Dead і його друг і музичний колега Мерл Сондерс.
Гурт існував з липня 1974 року по липень 1975 року і відіграв близько 60 концертів.
Його учасниками були Джеррі Гарсія, Мерл Сондерс, Джон Кан, Мартін Фієрро, Рон Татт.
Попередній склад гурту з Полом Хамфрі на барабанах іноді також називають Legion of Mary, але пізніші дослідження показали, що вони не використовували назву Legion of Mary.
У своїх концертах Legion of Mary грав рок-музику, на яку вплинули інші жанри: блюз, фанк, реггі, рок-н-рол і особливо джаз.
Виступи включали розширені імпровізаційні соло Джеррі Гарсії з гурту Grateful Dead.

## Склад гурту
- Джеррі Гарсія (Jerry Garcia) — гітара та вокал,
- Мерл Сондерс (Merl Saunders) — клавішні та вокал,
- Джон Кан (John Kahn) — бас-гітара,
- Мартін Фієрро (Martin Fierro) — саксофон та флейта,
- Рон Татт (Ron Tutt) — ударні.

## Дискографія
- Pure Jerry: Keystone Berkeley, September 1, 1974 (2004)
- Legion of Mary: The Jerry Garcia Collection, Vol. 1 (2005)
- Garcia Live Volume Three (2013)